# Élections européennes de 2004 au Royaume-Uni
Les élections européennes se sont déroulées le jeudi 10 juin 2004 au Royaume-Uni pour désigner les 78 députés européens au Parlement européen, pour la législature 2004-2009.

## Résultats

### Grande-Bretagne
| Parties et coalitions | Parties et coalitions                           | Parti européen | %      | +/-  | Sièges | +/- |
| --------------------- | ----------------------------------------------- | -------------- | ------ | ---- | ------ | --- |
|                       | Parti conservateur                              | PPE-DE         | 26,7 % | -9   | 27     | -8  |
|                       | Parti travailliste                              | PSE            | 22,6 % | -5,4 | 19     | -6  |
|                       | UKIP                                            | ID             | 16,1 % | +9,2 | 12     | +10 |
|                       | Libéraux-démocrates                             | ADLE           | 14,9 % | +2,3 | 12     | +2  |
|                       | Parti vert de l'Angleterre et du pays de Galles | Verts/ALE      | 6,3 %  | =    | 2      | =   |
|                       | Parti national écossais                         | Verts/ALE      | 1,4 %  | -1,3 | 2      | =   |
|                       | Plaid Cymru                                     | Verts/ALE      | 1 %    | -0,9 | 1      | =   |
|                       | Parti national britannique                      |                | 4,9 %  | +3,9 | 0      | =   |
|                       | Respect - Coalition de l'unité                  |                | 1,5 %  | +1,5 | 0      | =   |
|                       | Démocrates anglais                              |                | 0,77 % |      | 0      | =   |
|                       | Parti libéral                                   |                | 0,57 % |      | 0      | =   |
|                       | Parti vert écossais                             |                |        |      | 0      | =   |
|                       | Parti socialiste écossais                       |                | 0,36 % |      | 0      | =   |
|                       | Alliance des chrétiens                          |                | 0,77 % |      | 0      | =   |
|                       | Parti des citoyens âgés                         |                | 0,25 % |      | 0      | =   |
|                       | Parti de la campagne                            |                | 0,25 % |      | 0      | =   |
|                       | Parti des retraités                             |                | 0,20 % |      | 0      | =   |
|                       | Opération vote chrétien                         |                | 0,12 % |      | 0      | =   |
|                       | Alliance pro-vie                                |                | 0,12 % |      | 0      | =   |
|                       | En-avant le Pays de Galles                      |                | 0,10 % |      | 0      | =   |
|                       | Alliance pour le socialisme vert                |                | 0,08 % |      | 0      | =   |
|                       | Parti de la paix                                |                | 0,07 % |      | 0      | =   |
|                       | Total                                           |                | 100 %  |      | 75     | -2  |

### Irlande du Nord
| Parti         | Parti                                   | Candidat(s)       | Sièges        | +/-           | Votes   | Votes |
| Parti         | Parti                                   | Candidat(s)       | Sièges        | +/-           | Voix    | %     |
| ------------- | --------------------------------------- | ----------------- | ------------- | ------------- | ------- | ----- |
|               | Parti unioniste démocrate               | Jim Allister      | 1             | 0             | 175,761 | 31.9  |
|               | Sinn Féin                               | Bairbre de Brún   | 1             | +1            | 144,541 | 26.3  |
|               | Parti unioniste d'Ulster                | Jim Nicholson     | 1             | 0             | 91,164  | 16.6  |
|               | Parti social-démocrate et travailliste  | Martin Morgan     | 0             | −1            | 87,559  | 15.9  |
|               | Ind.                                    | John Gilliland    | 0             | 0             | 36,270  | 6.6   |
|               | Alliance socialiste environnementaliste | Eamon McCann      | 0             | 0             | 9,172   | 1.6   |
|               | Parti vert                              | Lindsay Whitcroft | 0             | 0             | 4,810   | 0.9   |
| Total         | Total                                   | Total             | Total         | Total         | 549,277 |       |
| Participation | Participation                           | Participation     | Participation | Participation |         | 51.7  |

### Gibraltar
Le territoire de Gibraltar appartient à la circonscription d'Angleterre du Sud-Ouest qui envoie sept députés au Parlement européen. Il n'y a pas de spécificité pour les électeurs ou le décompte de voix.
| Parties et coalitions | Parties et coalitions                           | Voix  | %      |
| --------------------- | ----------------------------------------------- | ----- | ------ |
|                       | Parti conservateur                              | 8 297 | 69,52  |
|                       | Parti travailliste                              | 1 127 | 9,44   |
|                       | Parti vert de l'Angleterre et du pays de Galles | 1 058 | 8,70   |
|                       | Libéraux-démocrates                             | 905   | 7,58   |
|                       | Parti pour l'indépendance du Royaume-Uni        | 140   | 1,17   |
|                       | Parti national britannique                      | 105   | 0,88   |
|                       | Parti de la campagne                            | 88    | 0,74   |
|                       | Respect - Coalition de l'unité                  | 20    | 0,17   |
| Total                 | Total                                           |       | 100,00 |